# خفاش بال‌خمیده بزرگ
خفاش بال‌خمیده بزرگ (نام علمی: Miniopterus tristis) نام یک گونه از سرده خفاش‌های بال‌خمیده است.